# Serghei Șuplețov
Serghei Șuplețov (n. 25 aprilie 1970, Ciusovoi, RSFS Rusă, URSS – d. 14 iulie 1995, La Clusaz, Rhône-Alpes, Franța) a fost un sportiv ce a reprezentat Rusia, medaliat olimpic. A participat la 2 ediții ale Jocurilor Olimpice (1992, 1994) în care a câștigat o medalie de argint.